# Chiesa di Cristo Re (Paola)
La basilica di Cristo Re è una chiesa parrocchiale cattolica che si trova a Paola, sull'isola di Malta ed è la chiesa più grande dello stato insulare.

## Storia
La parrocchia di Paola o, più comunemente conosciuta come Raħal Ġdid, fu creata nel 1910 dall'arcivescovo Pietro Pace. 
Inizialment venne scelta come chiesa parrocchiale la chiesa di S. Ubaldesca del XVII secolo, ma successivamente si pianificò la realizzazione di una chiesa più grande e nel 1924 venne posta la pietra angolaree si iniziò la costruzione. La chiesa iniziò ad essere utilizzata come chiesa parrocchiale nel 1936 e fu consacrata e dedicata a Cristo Re il 3 giugno 1967 dall'arcivescovo Michael Gonzi.